# 다니엘 베르누이
다니엘 베르누이(독일어: Daniel Bernoulli 다니엘 베르눌리[bɛʁˈnʊli][*], 1700년 2월 8일~1782년 3월 17일)는 네덜란드에서 태어난 스위스의 수학자이다. 스위스 베르누이 가문의 2세 가운데 가장 뛰어난 수학자이다. 수학뿐만 아니라, 의학, 생리학, 역학, 물리학, 천문학, 해양학 등도 연구했다. 그가 유도한 "베르누이 방정식"은 그의 이름을 딴 것이다.

## 생애
스위스 서약동맹 바젤 시의 저명한 수학자 요한 베르누이의 아들로 네덜란드 공화국 흐로닝언에서 태어났다. 베르누이 가문은 원래 합스부르크 네덜란드의 안트베르펜 출신인데, 스페인으로부터 개신교 박해를 피해 프랑크푸르트를 거쳐 스위스 바젤로 이주하였다.
다니엘은 미적분학의 초기 개발자 중 한 명인 요한 베르누이의 아들이자, 확률론의 초기 연구자로 수학 상수 {\displaystyle e}의 발견자인 야코프 베르누이의 조카이다. 다니엘에게는 니클라우스와 요한 2세라는 두 형제가 있었다. W. Rouse Ball은 "지금까지의 베르누이 2세들 중 가장 능력자"라고 그를 평가하였다. 다니엘은 아버지와 사이가 좋지 않았다. 두 사람 모두 파리 대학에서 열린 과학 경연대회에서 공동 1위에 올랐는데 아들 다니엘과 비교되는 '불명예'를 견디지 못한 아버지 요한은 다니엘을 집에서 내보냈다. 요한 베르누이는 또한 다니엘의 저서 <유체역학>을 표절하여 <수력학>을 지었는데 출판날짜를 앞당기는 조작을 하기도 하였다. 다니엘이 화해하려 하였으나 아버지는 끝내 거절하였다.
학창시절 아버지 요한 베르누이는 가난하게 살게 될 수학보다는 사업을 하도록 격려했다. 하지만 다니엘은 이를 거부하고 수학을 공부하였다. 그가 후에 아버지의 소원을 들어주려고 사업을 배우기 시작하자 아버지는 다시 그에게 의학을 공부하라고 하였다. 아버지가 그에게 수학을 개인 교습시켜 준다는 조건하에 동의하고 한동안 그렇게 지냈다. 다니엘은 바젤, 하이델베르크, 스트라스부르에서 의학을 공부하였고, 1721년에 해부학과 식물학 박사학위를 취득하였다.
베르누이는 레온하르트 오일러와 같은 시대를 살았고 가까운 친구였다. 그는 1724년 수학과 교수로서 상트페테르부르크로 갔지만 그곳에서 불행한 삶을 보내다가 1733년 병을 얻고 떠나왔다. 바젤 대학교로 돌아와서 죽을 때까지 의학, 형이상학, 자연철학의 교수로 지냈다. 1750년 5월에 영국 왕립학회 회원으로 선출되었다.

## 수학 분야 업적
가장 초기의 수학적 업적은 골드바흐의 도움으로 1724년에 출판된 <수학 연습문제>였다. 2년 후 그는 물체의 운동을 병진운동과 회전운동으로 나누어 해결하는 것이 바람직하다는 것을 최초로 지적했다. 그의 주요 작품은 1738년에 출판된 《유체역학》이다. 라그랑주의 《해석 역학》과 비슷하게 모든 결과를 단일한 원리 즉 에너지 보존으로부터 유도하였다. 이어서 조수 이론에 관한 소논문을 출판했는데 오일러와 콜린 맥클로린의 소논문과 공동으로 프랑스 아카데미 상을 받았다. 이 세 소논문은 아이작 뉴턴의 《프린키피아》에서부터 라플라스의 연구 사이의 결과를 모두 담고 있다. 다니엘 베르누이는 또한 역학 분야에서 많은 논문을 출판하였는데 특히 진동하는 현의 문제와 브룩 테일러와 장 르 롱 달렘베르트의 풀이법을 다루었다.
베르누이는 오일러와 함께 액체의 흐름에 대해 연구하였다. 특히 혈액이 흐르는 속도와 혈압의 관계를 연구하였다. 다니엘은 액체가 흐르는 관의 벽에 작은 구멍을 내어 지푸라기 빨대를 꽂으면 액체가 빨대를 따라 솟아 오른 높이가 관 안의 유체의 압력과 관련된다고 하였다.
곧 유럽 전역의 의사들은 뾰족한 유리관을 동맥에 꽂아 환자의 혈압을 측정하였다. 이 방법은 1896년 이탈리아의 한 의사가 오늘날 쓰이는 덜 고통스러운 방법을 발견하기까지 170년간 사용되었다. 그러나 베르누이의 압력 측정 방법은 오늘날에도 비행기를 지나는 공기의 속도를 측정하기 위해 비행기에서 여전히 사용된다.
다니엘 베르누이는 그의 발견을 더 연구하기 위하여 에너지 보존에 관한 그의 초기 작품으로 돌아왔다. 움직이는 물체의 높이가 증가하면 운동 에너지가 위치 에너지로 바뀌는 것이 알려져 있었다. 다니엘은 비슷한 방법으로 움직이는 액체에서 압력과 운동에너지가 교환되는 베르누이의 원리를 발견하였다. 수학적으로 다음과 같이 쓸 수 있다.
{\displaystyle {\tfrac {1}{2}}\rho u^{2}+P={\text{constant}}}
여기서 P는 압력, ρ은 유체의 밀도, u는 속도다.

## 경제학과 통계학
1738년 저서 《Specimen theoriae novae de mensura sortis 》(위험의 측정에 관한 새 이론의 설명)에서 베르누이는 위험 회피, 위험 할증, 효용성에 관한 경제이론의 기초가 되는 상트페테르부르크의 역설의 답을 제시했다. 베르누이는 사람들이 종종 어떤 불확실성을 수반하는 결정을 내릴 때 금전적 이득을 최대화하는 것이 아니라 오히려 개인적 만족과 이익을 포괄하는 경제 용어인 "효용성(utility)"를 최대화한다는 것을 알아차렸다. 베르누이는 인간에게 있어 돈과 효용 사이에는 직접적인 관계가 있지만, 금전적 이득이 증가함에 따라 이 관계가 무너지는 것을 깨달았다. 예를 들어, 연소득이 1억원인 사람에게 10만원의 추가 소득은 연소득이 5억원인 사람에게 더 많은 효용을 제공할 것이다.
검증된 데이터와 관련된 통계적 문제를 분석하기 위한 가장 초기 시도 중 하나는 1766년 베르누이가 접종 효과를 입증하기 위해 천연두 발생률과 사망률 자료를 분석한 것이다.
다음과 같이 말했다.
| “ | 크건 작건 간에 부의 증가에서 비롯되는 만족감은 이전에 소유하던 재화의 양에 반비례한다. | ” |

| “ | 인간의 본성을 고려해 보건대, 앞서 언급한 가정이 많은 사람들에게 유효한 것 같다. 이런 식의 비교 개념이 적용될 수 있는 사람이 많다는 뜻이기도 하다. | ” |

## 물리학
《유체역학》(1738년)에서 기체의 운동 이론의 기초를 닦았고, 이것으로 보일의 법칙을 설명하였다.
그는 오일러와 함께 탄성 및 오일러-베르누이 빔 방정식을 연구했다. 베르누이 원리는 유체역학에서 매우 중요하다.
레옹 브릴루앵에 따르면 "진동계의 일반적인 움직임은 여러 고유 진동의 중첩으로 구성된다"는 중첩 원리는 1753년 다니엘 베르누이에 의해 처음 도입되었다.

### 참조주
1. ↑  Mangold, Max (1990). Duden — Das Aussprachewörterbuch. 3. Auflage. Mannheim/Wien/Zürich, Dudenverlag.
2. 1 2  “Daniel Bernoulli”. 《Notable Names Database》. 2019년 10월 14일에 확인함.
3. ↑  Richard W. Johnson (2016). 《Handbook of Fluid Dynamics》. CRC Press. 2–5 – 2–6쪽. ISBN 9781439849576.
4. ↑  Dale Anderson; Ian Graham; Brian Williams (2010). 《Flight and Motion: The History and Science of Flying》. Routledge. 143쪽. ISBN 9781317470427.
5. 1 2  Rothbard, Murray. Daniel Bernoulli and the Founding of Mathematical Economics, Mises Institute (excerpted from An Austrian Perspective on the History of Economic Thought)
6. 1 2 3  Rouse Ball, W. W. (2003) [1908]. "The Bernoullis". A Short Account of the History of Mathematics (4th ed.). Dover. ISBN 0-486-20630-0.
7. 1 2 3  O'Connor, John J.; Robertson, Edmund F., "Daniel Bernoulli", MacTutor History of Mathematics archive, University of St Andrews. (1998)
8. ↑  Anderson, John David (1997). A History of Aerodynamics and its Impact on Flying Machines. New York, NY: Cambridge University Press. ISBN 0-521-45435-2.
9. ↑  Calinger, Ronald (1996). “Leonhard Euler: The First St. Petersburg Years (1727–1741)” (PDF). 《Historia Mathematica》 23 (2): 121–166. doi:10.1006/hmat.1996.0015. 2019년 3월 28일에 원본 문서 (PDF)에서 보존된 문서.
10. 1 2  [Anon.] (2001) "Daniel Bernoulli", Encyclopædia Britannica
11. ↑  “Library and Archive Catalogue”. Royal Society. 2020년 3월 28일에 원본 문서에서 보존된 문서. 2010년 12월 13일에 확인함.
12. ↑  The Turner Collection, Keele University, includes Bernoulli's diagram to illustrate how pressure is measured. See also part of Bernoulli's original Latin explanation.
13. ↑  English translation in Bernoulli, D. (1954). "Exposition of a New Theory on the Measurement of Risk" (PDF). Econometrica. 22 (1): 23–36. doi:10.2307/1909829. JSTOR 1909829.>
14. ↑  Cooter & Ulen (2016), pp. 44–45.
15. ↑  reprinted in Blower, S; Bernoulli, D (2004). "An attempt at a new analysis of the mortality caused by smallpox and of the advantages of inoculation to prevent it" (PDF). Reviews in medical virology. 14 (5): 275–88. doi:10.1002/rmv.443. PMID 15334536. Archived from the origina
16. ↑  Timoshenko, S. P. (1983) [1953]. History of Strength of Materials. New York: Dover. ISBN 0-486-61187-6.
17. ↑  Brillouin, L. (1946). Wave propagation in Periodic Structures: Electric Filters and Crystal Lattices, McGraw–Hill, New York, p. 2.

### 참고 자료
- (Original entry based on the public domain Rouse History of Mathematics)
- Chisholm, Hugh, 편집. (1911). 〈Bernoulli § V. Daniel Bernoulli〉. 《브리태니커 백과사전》 3 11판. 케임브리지 대학교 출판부. 805쪽.
- Cardwell, D.S.L. (1971). 《From Watt to Clausius: The Rise of Thermodynamics in the Early Industrial Age》. Heinemann: London. ISBN 0-435-54150-1.
- Cooter, Robert; Ulen, Thomas (2016). 《Law & Economics》. Berkeley Law Books 6판. Berkeley: Addison-Wesley. ISBN 978-0-13-254065-0.[깨진 링크(과거 내용 찾기)]
- Mikhailov, G.K. (2005). 〈Hydrodynamica〉.   Grattan-Guinness, Ivor. 《Landmark Writings in Western Mathematics 1640–1940》. Elsevier. 131–42쪽. ISBN 978-0-08-045744-4.
- Pacey, A. J.; Fisher, S. J. (December 1967). “Daniel Bernoulli and the vis viva of compressed air”. 《British Journal for the History of Science》 3 (4): 388–392. doi:10.1017/S0007087400002934. S2CID 145513749.
- Straub, Hans (1970). 〈Bernoulli, Daniel〉. 《Dictionary of Scientific Biography》 2. New York: Charles Scribner's Sons. 36–46쪽. ISBN 0-684-10114-9.

## 같이 보기
- 베르누이 방정식
- 레온하르트 오일러